# وليد حميد كيطان
وليد حميد كيطان وهو سياسي عراقي، يشغل حاليا منصب نائب رئيس مجلس محافظة البصرة.
شغل منصب عضو في الجمعية الوطنية الانتقالية المؤقتة عامي 2004 و2005، وكان عضوا في لجنة العلاقات الخارجية في الجمعية.